# Das Königsprojekt
Das Königsprojekt ist ein 1974 erschienener Science-Fiction-Roman von Carl Amery.

## Handlung
Die katholische Kirche ist seit Jahrhunderten im Besitz der MYST, der machina ingeniosa spacio-temporale, einer von dem genialen Erfinder Leonardo da Vinci konstruierten Zeitmaschine. Die CSAPF (Congregatio secreta ad purificandos fontes), eine geheime Kongregation im Vatikan, nutzt diese dazu, insgeheim den Lauf der Geschichte zu verändern. In der Vergangenheit hat man lernen müssen, dass direkte Eingriffe in die Geschichte im Widerspruch zur bestehenden Quellenlage nicht möglich sind, ein seinerzeit versuchtes Attentat auf Martin Luther scheiterte und führte zum Verlust des Operateurs einerseits und zur bekannten Geschichte der Teufelserscheinung auf der Wartburg andererseits. Man muss sich also mit subtilen und indirekten Methoden begnügen.
Ansatzpunkte für entsprechendes Vorgehen zu erarbeiten und zu recherchieren ist Aufgabe der theoretischen Abteilung der CSAPF, verkörpert durch Monsignore Doensmaker, deren Ergebnisse in die Tat umzusetzen Aufgabe der Exekutive, also von Monsignore Sbiffio-Trulli. Ausführendes Organ ist der „Operateur“ und „Schlüsselsoldat“ Arnold Füßli, Hauptmann der Schweizer Garde.
Seit geraumer Zeit, genauer, seit der Glorious Revolution 1688, verfolgt die CSAPF das Ziel, die Thronfolge der von der katholischen Kirche abgefallenen Tudors und ihrer Nachfolger zu delegitimieren und die Ansprüche des katholischen Hauses Stuart zu stärken. Nach Ansicht der Jakobiten ist der rechtmäßige Nachfolger der Stuarts und des bekannten Bonnie Prince Charlie inzwischen über die letzte bayerische Königin Marie Therese das Haus Wittelsbach und zum Zeitpunkt des Romanbeginns 1953 dessen damals noch lebender letzter Kronprinz Rupprecht von Bayern. 
Dieses Ziel der Beförderung einer nachträglichen und nun endlich erfolgreichen jakobitischen Revolution konkretisiert sich nun im progetto reale, dem „Königsprojekt“:
Es soll dabei den englischen Königen buchstäblich die legitimistische Basis entzogen werden, indem nämlich der Stein von Scone, auch als „Jakobskissen“, „Schicksalsstein“ oder gälisch „Lia Fáil“ bekannt, auf dem der Tradition gemäß die schottischen Könige gekrönt werden müssen, in der Vergangenheit durch ein Duplikat ersetzt werden, um dann in der Zukunft das Haupt des Hauses Wittelsbach auf dem echten Stein krönen zu können, nachdem er an der Spitze einer bajuwarisch-jakobitischen Schar, der AJF (Allied Jacobite Forces), an der Küste Schottlands gelandet wäre.
Durch eine interne Intrige der CSAPF wird das Projekt sabotiert: Der echte Stein wurde in Glen Turnock verborgen, als die AJF dort ankommt, ist aus dem Glen Turnock der Stausee Loch Turnock geworden und der Stein von Scone liegt in unerreichbarer Wassertiefe. Die jakobitisch-bayrische Revolution ist damit endgültig gescheitert. Oder auch nicht, denn es ist nicht der Loch Turnock, in den die Schar unter wehender weißblauer Rautenflagge und Dudelsackklängen marschiert, sondern der See von Aphallijin der keltischen Sage, der seine Recken empfängt, „wo das graue Wasser durchsichtig wird wie aus Glas, wo sich aus der Tiefe langsam, gewaltig der Stein hebt, der Lia Fáil, der wahre Schicksalsstein.“
Nur einer der Schar bleibt am Ufer zurück, nämlich Bodhelm von Pruskowitz, sei es, weil er zu wenig katholisch oder zu preußisch oder einfach doch zu rational und dem Mythischen zu wenig geneigt ist. Er empfindet das als Abweisung und bittere Niederlage, wird dann als eine Art um das Keltisch-Phantastische werbender Büßer ein Denkmalschützer im Landkreis Miesbach und kämpft 12 Jahre lang „um jeden alten Holzstadel, jeden Giebelverbund, um jeden handgeschnitzten Nagel.“ Schließlich fällt er dem Mordanschlag eines jungen, modernisierungssüchtigen Touristikunternehmers zum Opfer und an seinem Grab „senkten sich weißblaue Fahnen auf seinen Sarg, und die offiziellen Barden sangen würdige Wehklagen an seinem Grabe. Er war angenommen.“
Und auch die CSAPF findet ihr Ende. Der Schlüsselsoldat Füßli hat nämlich die Sabotage durchschaut und ist in der Vergangenheit verschwunden. Als man ihm den nur oberflächlich ausgebildeten Defunderoll hinterherschickt, um den Deserteur hinzurichten, macht dieser den Fehler, zu feuern, während das MYST-Feld noch aktiviert ist, wodurch er getötet und die Maschine zerstört wird. Das Wrack landet im eiszeitlichen Ahrensburg des Frühling 34.517 v. Chr., wo eiszeitliche Jäger das Herz Defunderolls essen, wodurch sie „ungeheure Kraft“ gewinnen und ihr Stamm neunzehn Jahre lang gegen Unglück und Krankheit gefeit ist. „Mehr Gutes tat also die MYST in ihrem Sterben als je in der Blüte ihrer Macht.“

## Ausgaben
- Erstausgabe: Das Königsprojekt. Roman. Mit Collagen von Ilse Billig. Piper, München & Zürich 1974, ISBN 3-492-02074-7.
- Erste Taschenbuchausgabe: Das Königsprojekt. Roman. dtv 1370. Deutscher Taschenbuch-Verlag, München 1978, ISBN 3-423-01370-2.
- Gesammelte Werke in Einzelausgaben: Das Königsprojekt. Süddeutscher Verlag, München 1987, ISBN 3-7991-6366-2.
- Das Königsprojekt. Science-fiction-Roman. Bibliothek der Science Fiction Literatur Bd. 35. Heyne, München 1984, ISBN 3-453-31031-4. Neuausgabe in der allgemeinen Reihe: Bd. 4327. 1993, ISBN 3-453-31320-8.
- Tschechische Übersetzung: Královský projekt. Übersetzung von Jan Hlavička. Železný, Prag 1997, ISBN 80-237-3444-X.